# Davide Zappacosta
Davide Zappacosta (Sora, 1992. június 11.) olasz válogatott labdarúgó, az Atalanta BC játékosa.

## Pályafutása

### Klub
Szülővárosának csapatában a Sora és a Isola Liri együttesében nevelkedett. 2011 januárjában csatlakozott az Atalanta BC együtteséhez 60.000 euróért. Augusztus 31-én mindössze 19 évesen kölcsönbe került az US Avellino csapatához, majd a szezon véglegesítették a transzfert. 2014. június 4-én visszatért az Atalanthoz 900 ezer eurós átigazolási összegért és 4 évre írt alá. Augusztus 23-án a kupában debütált a Pisa ellen. Párnappal később a bajnokságban a Verona ellen kezdőként is bemutatkozhatott. 2015. július 10-én a Torino FC igazolta le őt 10,3 millió euróért. Október 28-án első gólját szerezte meg a Genoa CFC ellen. 2017. augusztus 31-én az angol Chelsea játékosa lett 4 évre. Szeptember 9-én debütált Victor Moses cseréjeként a Leicester City ellen. Szeptember 12-én góllal mutatkozott be az UEFA-bajnokok ligájában a Qarabağ FK csapata ellen, ezzel ő lett a sorozat 100. olasz játékosa aki gólt szerzett. 2009. augusztus 21-én kölcsönbe került az olasz AS Roma együtteséhez. 2020. szeptember 19-én a Genoa csapatához került kölcsönbe. Másnap a Crotone ellen góllal mutatkozott be a 4–1-re megnyert bajnoki mérkőzésen. 2021. augusztus 24-én jelentették be, hogy visszatér az Atalanta BC csapatához, amellyel négy éves szerződést írt alá. 2024. május 22-én a német Bayer Leverkusen ellen megnyerte csapatával az Európa-ligát.

### Válogatott
2013. szeptember 5-én debütált az olasz U21-es labdarúgó-válogatottban a belga U21-es labdarúgó-válogatott elleni 2015-ös U21-es labdarúgó-Európa-bajnokság selejtező mérkőzésén. 2015-ös U21-es labdarúgó-Európa-bajnokságon tagja volt a keretnek és mind a három csoport mérkőzésen szerepelt.
2016. november 12-én debütált a felnőtt válogatottban a liechtensteini labdarúgó-válogatott elleni 2018-as labdarúgó-világbajnokság-selejtező mérkőzésén.

## Sikerei, díjai
- US Avellino
  - Olasz harmadosztály: 2012–13
  - Supercoppa di Serie C: 2013
- Chelsea
  - Angol kupa: 2017–18
  - Európa-liga: 2018–19
- Atalanta
  - Európa-liga: 2023–24